# Ibirité
Ibirité, amtlich portugiesisch Município de Ibirité, ist eine Stadt im brasilianischen Bundesstaat Minas Gerais. Sie hatte 2012 etwa 163.000 Einwohner und gehört zur Metropolregion Belo Horizonte.